# 倉馬奈未
倉馬 奈未（くらま なみ）は、北海道帯広市出身のイラストレーター。北海道帯広柏葉高等学校卒業。東京工芸大学大学院芸術研究科メディアアート専攻（修士課程）を修了。フリーのイラストレーターとして活動。倉馬奈未×ハイロンとしての仕事では、キャラクター作画を担当。
主に児童書のイラストや占い雑誌のイラスト、体験談ホラー漫画の仕事を手掛ける。
2017年十勝毎日新聞「東京圏NOW」にて十勝出身者として都内で活動しているイラストレーターとして取材を受け、紙面掲載。
2016年10月1日から10月31日まで毎日新聞（関西版）「読んであげて」芝田勝茂作：童話「同志カグヤ」の挿絵を倉馬奈未×ハイロンが担当。合計30話。
倉馬奈未×ハイロンとしての活動では、主にキャラクター、動物や植物等の作画を担当。ハイロンは3DCG背景、メカ担当。
2009年4月より東京デザイナー学院非常勤講師。

## 主な作品
- 芝田勝茂・作『空母せたたま小学校、発進！』（そうえん社）2015年。挿絵は倉馬奈未×ハイロン
- 芝田勝茂・作『空母せたたま小学校　世界の謎はボクが解く！』（そうえん社）2016年。挿絵は倉馬奈未×ハイロン
- 芝田勝茂・作『空母せたたま小学校　戦争ガ起キルカモシレナイ』（そうえん社）2016年。挿絵は倉馬奈未×ハイロン

メジャーデビューは
- 2006年11/7発売　（ファミリーマート）「かんたんヨガ＆ピラティス」DVD付き　監修：柳澤とも子　表紙・本文イラスト担当
- 2006年12/9発売　（ファミリーマート）「風水かんたんデトックス」 監修：Dr.コパ 表紙・本文イラスト担当
- 2007年9/6発売　（学習研究社・現在は学研ホールディングス）『クトゥルー神話の本』クトゥルー神話賞創作短編5編、挿絵

主な挿絵履歴
- 占い雑誌「MISTY」（実業之日本社）「女王LUAの星の調教ルーム」連載中の挿絵担当
- 2008年1月29日発売　学研新書『ハリウッド・セレブ』（学習研究社・現在は学研ホールディングス）千歳香奈子・著 本文挿絵担当
- 2008年10月17日発売（実業之日本社）占い雑誌「MISTY」（ミスティ）11月号「英国式恋愛コーチング」モノクロ・イメージイラスト6点担当
- 2008年11月17日発売（実業之日本社）占い雑誌「MISTY」（ミスティ）12月号　「クリスマス殺人事件心理テスト」漫画5ページ担当/イラストカット数点担当
- 2009年9月17日発売（実業之日本社）　占い雑誌「MISTY」10月号「アーユルヴェーダ手相術」モノクロイラストカット32点
- 2013年４月22日発売（成美堂出版）『すぐかける!プリティーまんがキャラ・レッスン』表紙イラストと内容イラスト88点
- 2013年7月2日発売（成美堂出版）『うわさの怪談　妖（アヤカシ）』オリジナルマンガ「夜風」（16p）担当
- 2013年12月上旬発売（成美堂出版）『ギモン解決！ココロとカラダの女子ノート』「カワイイはつくれる・今日から始めるビューティーレッスン」中表紙、イラストカット23点
- 2014年SUNDS dig Inc.サンド ディー・アイ・ジー株式会社　APPARTMENT　2014/12/14に投開票される総選挙に向け10名のイラストレーターによる選挙ポスターを制作する企画にてイラスト制作。
- 2014年12月05日発売（成美堂出版）『うわさの怪談 恐怖の学校Special』「ホラーナイト　十三夜怪談」イラスト挿絵１３点担当
- 2015年02月28日発売（実業之日本社）『ロリィタの聖地巡礼手帳inTOKYO』お買い物＆観光＆デェト（東京ロリィタ倶楽部編）「ロリィタの為の原宿お買い物ＭＡＰ」を作画。
- 2015年5月12日発売　そうえん社　芝田勝茂作『空母せたたま小学校、発進！』倉馬奈未×ハイロン表紙、挿絵担当。
- 2016年3月18日発売　そうえん社　芝田勝茂作『空母せたたま小学校　世界の謎はボクが解く！』倉馬奈未×ハイロン表紙、挿絵担当。
- 2016年7月11日発売　そうえん社　『空母せたたま小学校　戦争ガ起キルカモシレナイ』　倉馬奈未×ハイロン表紙、挿絵担当。
- 2017年04月03日発売　成美堂出版　『うわさの怪談　怨（オン）』【第二夜】放課後怪奇塾　＜ウラ社会科＞の挿絵10点を担当。

体験談ホラー漫画・アンソロジー
- 2008年6/20発売（リイド社）「実話マジで怖～い話・学校の焼却炉」SPコミックス「模様」担当（12p）
- 2008年7/19発売（リイド社）「実話マジで怖～い話・ネットカフェの客」SPコミックス　「アンティーク指輪」担当（12p）
- 2008年7/25発売（リイド社）雑誌（ES POSHH! 9月号増刊）新コミック稲川淳二のすご～く恐い話「最後まで読んではいけない」担当（12p）
- 2009年6/22発売（リイド社）SPコミックSPポケットワイド「コミック実話 マジで怖～い話　血まみれで立つ男」「知らない子供」（12P）「焼ける臭い」（12P） 担当
- 2010年5/14発売（リイド社）SPコミックSPポケット「実話 マジで怖～い話　四ツ辻の怪」「合わせ鏡」（12P）「黒いケムリ」（12P） 担当
- 2010年6/14発売（リイド社）SPコミックSPポケット「実話 マジで怖～い話　最後まで読んではいけない」「徘徊する足音」（12P） 担当「最後まで読んではいけない」（12P）・2008年作品再録
- 2010年7/23発売（リイド社）新コミック稲川淳二のすご～く怖い話「テナント募集」（12P） 担当
- 2011年6/24発売（リイド社）実話 マジで怖～い話 つきまとう女「映り込み」（12p）担当
- 2011年7/29発売（リイド社）真説・稲川順二のすご～く恐い話　「見えてるでしょ」（12p）担当
- 2011年9/06発売（リイド社）実話 マジで怖～い話 追いかけてくる！「連れてきた」（12p）担当
- 2012年6/28発売（リイド社）実話 マジで怖～い話 押さえつける腕「ぬしとるみをえのこ」（12p）担当
- 2012年7/27発売（リイド社）実話 マジで怖～い話 旧講堂に棲むモノ「姉によく似た人形」（12p）担当
- 2013年6/27発売（リイド社）実話マジで怖～い話　封鎖された教室「青い手」（12p）担当
- 2014年6/26発売（リイド社）コミック実話恐怖体験 ほんとにあった話「Nヶ森の黒髪」12p担当
- 2014年7/24発売（リイド社）コミック実話恐怖体験 ほんとにあった話「深夜3時の鈴の音」12p担当
- 2014年8/01発売（リイド社）真説コミック　稲川淳二のすご～く恐い話「とりついたこ」12p担当